# Tim Berent
Tim Berent (ur. 17 lipca 1991 r. w Lubece) – niemiecki wioślarz.

## Osiągnięcia
- Mistrzostwa Świata Juniorów – Pekin 2007 – czwórka ze sternikiem – 3. miejsce[1].
- Mistrzostwa Świata – Poznań 2009 – dwójka ze sternikiem – 3. miejsce[1].